# Leporillus apicalis
Leporillus apicalis  (Gould, 1853) è un roditore della famiglia dei Muridi endemico dell'Australia.

## Descrizione

### Dimensioni
Roditore di medie dimensioni, con la lunghezza della testa e del corpo tra 170 e 200 mm, la lunghezza della coda tra 220 e 240 mm, la lunghezza del piede tra 41 e 44 mm, la lunghezza delle orecchie tra 27 e 33 mm e un peso fino a 150 g.

### Aspetto
Le parti superiori sono bruno-grigiastre, i fianchi sono grigio chiaro, mentre le parti ventrali sono bianco-grigiastre. La coda è più lunga della testa e del corpo, ricoperta densamente di peli, marrone scuro sopra, biancastra sotto, rivestita di circa 14 anelli di scaglie per centimetro e con un distinto ciuffo terminale di peli bianchi. 

## Biologia

### Comportamento
È una specie terricola, gregaria e notturna. Si rifugia in gruppi in alberi cavi o in nidi simili a quelli di Leporillus conditor.

### Alimentazione
Si nutre di steli d'erba, foglie e semi.

## Distribuzione e habitat
Questa specie era originariamente diffusa nella parte centrale e occidentale dell'Australia. L'areale odierno non è conosciuto.
Vive nelle zone aride.

## Conservazione
L'ultima osservazione di questa specie risale al 1933. La IUCN la classificò però come specie estinta nel 2016.